# Miss Jackson
"Miss Jackson" é uma canção da banda americana de rock Panic! at the Disco, lançado em 15 de julho de 2013 como o primeiro single do quarto álbum de estúdio da banda, Too Weird to Live, Too Rare to Die!.   Lolo contribuiu vocais para "Miss Jackson". O videoclipe da canção, dirigido por Jordan Bahat acompanhou o lançamento da canção, junto com o título e a data de lançamento do álbum, e também as datas dos shows. A canção é o primeiro lançamento da banda desde 2011. A faixa produzida por Butch Walker foi descrita como "hino sombrio". Ela alcançou entrou no top 10 de canções mais baixadas na iTunes Store logo após seu lançamento e vendeu mais de 56 mil downloads digitais em sua primeira semana, estreando na 68ª posição da Billboard Hot 100 e a 27ª posição no ranking Digital Songs. Em janeiro de 2015 foi certificada como disco de ouro pela RIAA.

## Escrita e composição
"Miss Jackson" é intitulado em homenagem a Janet Jackson e referente ao seu hit "Nasty" na parte "Miss Jackson, Are you nasty?" no refrão da canção. "Nasty" é notório para a parte "My first name ain't baby, it's Janet - Miss Jackson if you're nasty", que passou a ser usado frequentemente na cultura pop em várias formas, sendo um slogan emblemático. A música é um dos sucessos de Janet e foi lançado como o segundo single de seu terceiro álbum Control.
Em entrevista à MTV,, o vocalista Brendon Urie (que escreveu a canção), diz que as letras foram baseadas em experiências pessoais:
"'Miss Jackson' é sobre algo que realmente aconteceu comigo quando era mais novo. Eu nunca havia falado sobre isso, e sentia que se não o fizesse, iria ficar pensando no assunto e perderia a cabeça. Quando eu era mas novo, eu me divertia, dormia com uma garota em uma noite, dormia com a amiga dela na noite seguinte e não ligava para como elas se sentiam ou como eu as fazia se sentir. E então aconteceu comigo e eu percebi 'Wow, é assim que se parece? Eu me senti uma droga.'"

## Lançamento
Quanto a decisão da banda de lançar "Miss Jackson" como o primeiro single de seu quarto álbum de estúdio, Too Weird to Live, Too Rare to Die!, o vocalista e guitarrista Brendon Urie declarou: "Cada música do álbum é muito diferente uma da outra, mas há um monte de sons de outras músicas que estão misturadas em "Miss Jackson". Há músicas que vão desde algo pessoal para algo fictício para uma canção sobre onde eu cresci em Las Vegas. Realmente se resume a vibe do disco, deste registro que nós estamos animado."

## Lista de faixas
| Download digital single |                             |         |  |
| N.º                     | Título                      | Duração |  |
| 1.                      | "Miss Jackson" (part. LOLO) | 3:12    |  |

## Videoclipe
O videoclipe da canção "Miss Jackson" foi dirigido por Jordan Bahat e lançado no canal da Fueled by Ramen no Youtube. O videoclipe tem a participação da atriz americana Katrina Bowden, que é conhecido por interpretar Cerie na sitcom da NBC 30 Rock. A cena do hotel foi filmada em Barstow, Califórnia.

## Desempenho nas paradas
| Paradas Musicais (2013)                      | Melhor posição |
| -------------------------------------------- | -------------- |
| Canadá Hot 100                               | 73             |
| Estados Unidos Billboard Hot 100             | 68             |
| Estados Unidos Alternative Songs (Billboard) | 7              |
| Estados Unidos Rock Songs (Billboard)        | 11             |
| Reino Unido UK Singles                       | 61             |

| Paradas Musicais (2013)                      | Posição |
| -------------------------------------------- | ------- |
| Estados Unidos Hot Rock Songs (Billboard)    | 34      |
| Estados Unidos Alternative Songs (Billboard) | 39      |

| Paradas Musicais (2014)                   | Posição |
| ----------------------------------------- | ------- |
| Estados Unidos Hot Rock Songs (Billboard) | 83      |

## Certificações
| Região (Provedor)     | Certificação | Vendas  |
| --------------------- | ------------ | ------- |
| Estados Unidos (RIAA) | Ouro         | 500.000 |